# ساندرو فودا
ساندرو فودا (بالألمانية: Sandro Foda)‏ (28 ديسمبر 1989 بماينتس في ألمانيا - ) هو لاعب كرة قدم ألماني في مركز الوسط. لعب مع شتورم غراتس ونادي هارتبيرغ.

## روابط خارجية
- ساندرو فودا على موقع قاعدة بيانات كرة القدم.إي يو (الإنجليزية)
- ساندرو فودا على موقع Soccerway.com (الإنجليزية)
- ساندرو فودا على موقع عالم كرة القدم.نت (الإنجليزية)